# Alf Morgans
Alfred Edward Morgans (Machen, 17 februari 1850 – Perth, 10 augustus 1933) was de vierde premier van West-Australië.

## Vroege jaren
Morgans werd in 1850 in Wales geboren. Zijn vader was Morgan Morgans, een mijningenieur, en zijn moeder Mary Ann Tucker. Morgans werd aan private scholen en aan de 'Welsh School of Mines' opgeleid. Hij liep stage in de staalfabrieken van Ebbw Vale en werkte als ingenieur in verschillende regio's van Brittannië. Hij specialiseerde zich in ijzererts- en koolmijnen.
Van 1878 tot 1895 bracht hij veel tijd door in Midden-Amerika. Hij vertegenwoordigde er Britse belangen in de mijnindustrie en het spoorwegwezen, voornamelijk in Guatemala en Nicaragua. In Mexico overzag hij de goud- en zilvermijnen. Morgans raakte er in de Azteekse en Mayacultuur geïnteresseerd, deed aan archeologie en doneerde enkele artefacten aan het British Museum.

## West-Australië

### Zakencarrière in de (goud)mijnindustrie
Begin 1896 arriveerde Morgans als vertegenwoordiger voor Morgans' Syndicate Ltd in West-Australië, om er mijnbedrijven te inspecteren. Hij bleef er als manager en zaakwaarnemer werken. Morgans was verantwoordelijk voor de ontwikkeling van het goudveld 'Mount Morgans', de oprichting van de slechts kort actieve kopersmelterij van Murrin Murrin en verschillende goud- en asbestontginningsbedrijven. Het dorp Mount Morgans werd in december 1899 gesticht maar verlaten in de jaren 1930. In het begin van de 21e eeuw werd in een nabijgelegen mijn nog goud ontgonnen.

### Politieke carrière
Morgans werd in 1897 voor het kiesdistrict Coolgardie in het West-Australische lagerhuis (En: 'Legislative Assembly') verkozen. Nadat John Forrest in 1901 zijn overstap naar het federale niveau maakte braken op het West-Australische deelstaatniveau woelige tijden aan. In november dat jaar verloor premier George Leake een stemming in het lagerhuis na een motie van wantrouwen over spoorwegmaatregelen. F.H. Piesse, de leider van de oppositie en voormalig minister van spoorwegen, slaagde er niet in een nieuwe regering te vormen.
Morgans, een pragmatisch man, werd gevraagd een nieuwe regering samen te stellen. Hij werd premier op 21 november 1901. Van zijn vijf ministers waren er drie aanhangers van Leake. Die drie raakten tijdens de ministeriële verkiezingen van december echter niet herkozen. Morgans vroeg daarop aan de gouverneur van West-Australië, Arthur Lawley, om het parlement te ontbinden. Lawley weigerde waarop Morgans op 23 december 1901 zijn ontslag indiende.

### Diplomatie
Morgans nam nooit nog deel aan verkiezingen en verliet de deelstaatpolitiek. Begin jaren 1910 liep de West-Australische goldrush op zijn einde en ook Morgans zaken gingen achteruit. Na zijn politieke carrière droeg Morgans een aantal ereambten. Van 1910 tot 1917 was hij consul voor Oostenrijk-Hongarije, in 1915 viceconsul voor Spanje en van 1921 tot 1930 consulair beambte voor de Verenigde Staten. Tussen 1918 en 1920 zetelde hij in de North Fremantle Municipal Council, een lokaal politiek orgaan. Van 1921 tot 1929 was hij voorzitter van de commissie die de Perth Zoological Gardens bestuurde.

## Dood
Morgans overleed op 10 augustus 1933. Zijn vrouw en zoon waren hem reeds voorgegaan. Morgans werd begraven op het Anglicaanse deel van het kerkhof van Karrakatta.
- Australian Dictionary of Biography: morgans-alfred-edward-7653
- Trove: 1462732